# Ерденецагаан
Ерденецагаан (монг. Эрдэнэцагаан) —сомон Сухе-Баторського аймаку Монголії. Територія 17,1 тис. кв.км, населення 6,0 тис. чол. Центр — селище Чоногол розташований на відстані 217 км від Баруун-Урт та 777 км від Улан-Батора.

## Рельєф
Гори Баруун Жаргалант (1680 м), Баруун Магнай (1464 м) Думбун (1280 м) Хан Унур (1420 м). Більшу частину території займають долини. Є багато рік та солених озер.

## Корисні копалини
Біотит, вугілля, кольорові метали, хімічна та будівельна сировина.

## Клімат
Різкоконтинентальний клімат, середня температура січня −21-22 градуси, липня +19022 градуси, у середньому протягом року випадає 200–260 мм опадів.

## Тваринний світ
Водяться лисиці, вовки, корсаки, манули, зайці, тарбагани.

## Соціальна сфера
Є школа, лікарня, майстерні, сфера обслуговування.